# أناسبيدا
أناسبيدا أو الأسماك عديمة الدرع هي مجموعة منقرضة من فئة الأسماك عديمة الفك التي كانت موجودة من أوائل العصر السيلوري إلى نهاية العصر الديفوني. كان يعتقد على أنهم أسلاف الجلكيات،  ولكن رُفضت تلك الفرضية في التحليل الوراثي الحديث،   كانت أناسبيدا أسماك بحرية صغيرة تفتقر إلى درع عظمي وزعانف مقترنة.

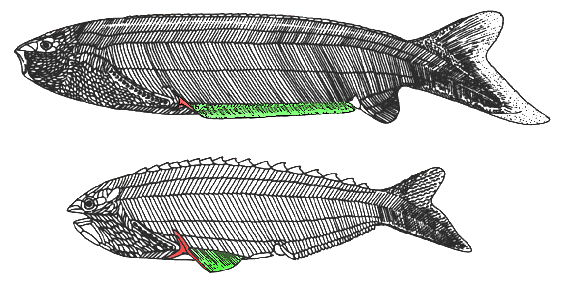
تتميز أناسبيدا بعمود فقري كبير ثلاثي الإشعاع (أحمر) خلف فتحات الخياشيم. من المفترض أن الأنواع الأكثر بدائية من نفس النوع كانت تمتلك زعنفة طويلة على شكل شريطي وبطنية جانبية (خضراء). تمتلك الأشكال الأكثر تقدمًا، زعنفة أقصر مقترنة (خضراء) وحواف ظهرية متوسطة الحجم على شكل العمود الفقري.

## تشريح
بالمقارنة مع العديد من القشريات الأخرى، مثل متغايرة الحراشف ومدرعات العظم ، لم تمتلك أناسبيدا درعًا عظميًا، ومن هنا جاءت تسميتها (الأسماك عديمة الدرع). بدلاً من الدرع، تملك ألاناسبيدا حراشف صغيره تستطيع بهذه الحراشف تغطية الرأس و الجسم، وكان الجسم مغطى بصفوف من الحراشف الشبيهة بالبلاط المصنوعة من الأسبيدين (وهو نسيج عظمي لا خلوي).  كان لدى الأناسبيدا عيون بارزة إلى الخارج وموضعة بشكل جانبي بدون حلقة متصلبة، تستطيع أيضاً فتح الخياشيم كصف من الثقوب على جانبي الجسم، وعادةً ما يتراوح عددها من 6 إلى 15 زوجًا. 